# 高桥侑子
高桥侑子（日语：／ Takahashi Yuko，1991年8月27日—），東京都三鷹市出身，日本女子铁人三项运动员。她曾获得2018年亚洲运动会铁人三项比赛女子个人金牌和混合接力金牌。